# Greenport Bikeway
De Greenport Bikeway (F167) is een fietssnelweg in de gemeentes Venlo en Horst aan de Maas.

## Geschiedenis
Het eerste gedeelte werd in 2012 aangelegd om een goede fietsverbinding te realiseren tussen de stad Venlo en de Floriade 2012 op Venlo Greenpark. De hoofdroute van de snelfietsweg werd op 4 juni 2014 officieel geopend door de Venlose wethouder Henk Brauer, zijn collega Paul Driessen uit Horst aan de Maas en gedeputeerde Eric Geurts, die van station Horst-Sevenum naar Venlo fietsten.

## Traject
De snelfietsweg begint bij station Venlo en bij station Blerick splitst deze zich. De 15 km lange noordelijke route loopt door bedrijventerrein Trade Port Noord en voegt zich daarna bij de zuidelijke route. De zuidelijke route loopt langs de spoorlijn Breda - Maastricht naar station Horst-Sevenum en is ongeveer 12 km lang. In 2022 werd besloten dat de zuidelijke route met 3 km zal worden verlengd tot aan America. Eind 2022 was het nieuwe gedeelte klaar, waardoor beide routes 3 km langer werden.